# Manduca leucospila
Manduca leucospila är en fjärilsart som beskrevs av Rothschild och Jordan 1903. Manduca leucospila ingår i släktet Manduca och familjen svärmare. Inga underarter finns listade i Catalogue of Life.

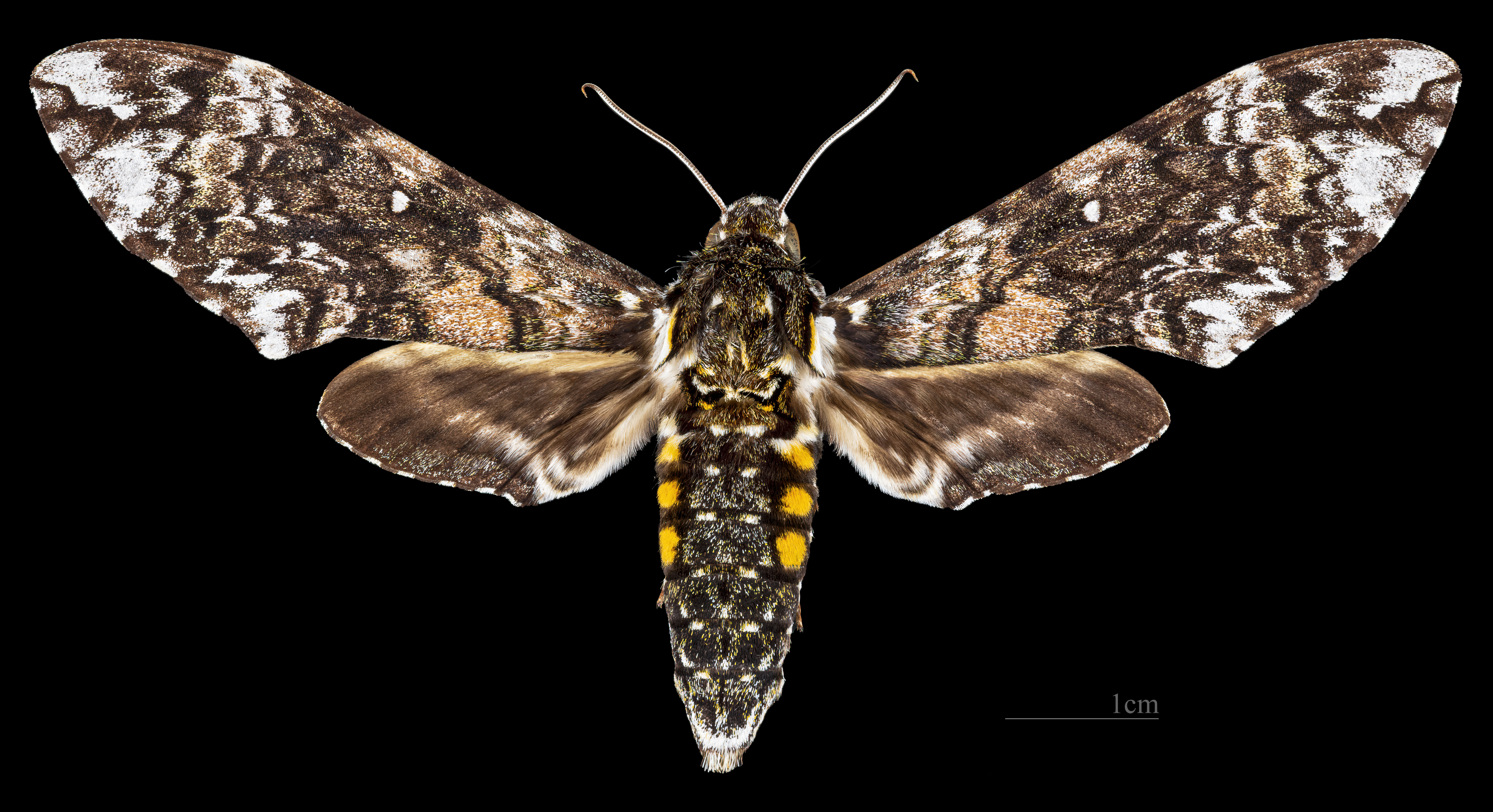
Manduca leucospila  ♀
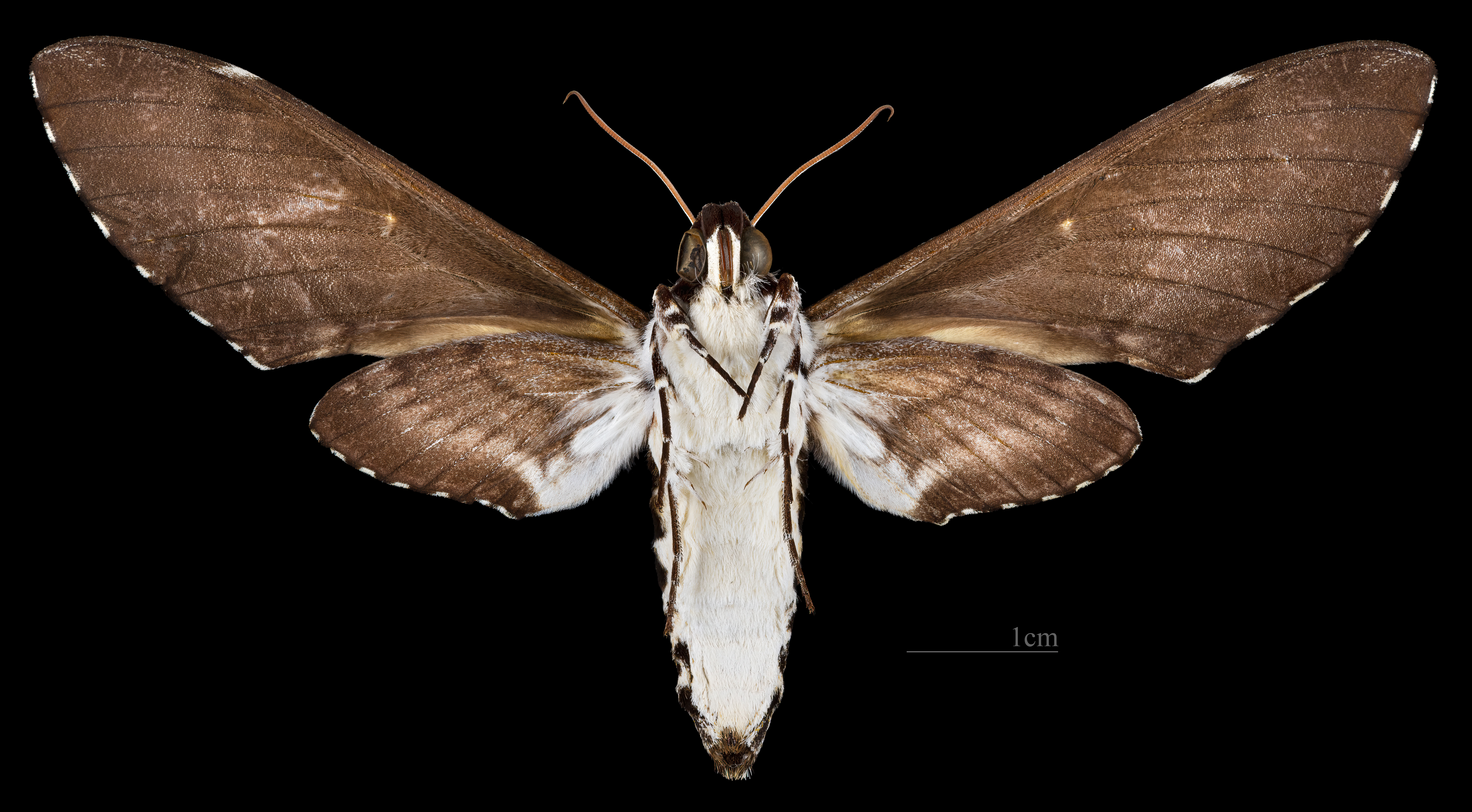
Manduca leucospila  ♀ △